# Automatic Systems
Automatic Systems est entreprise belge spécialisée dans l'automatisation du contrôle des entrées, créée en 1969. Elle est une filiale du groupe français Bolloré, à travers sa division Blue Systems et IER.
Cette entreprise conçoit et produit des équipements pour les accès piétons, passagers et véhicules. D'après le rapport d'IHS/IMS Research intitulé "Analyse du marché du contrôle d'accès en Amérique, Europe et Asie - Édition 2007", Automatic Systems est leader mondial de la conception et de la vente de portillons d'accès automatiques.

## Généralités
En 2019, Automatic Systems compte 410 employés et 80 distributeurs partenaires répartis dans le monde entier.

L’entreprise possède des centres de recherche et développement ainsi que des sites de production dans 4 pays : Belgique, France et Canada; ainsi que 5 filiales internationales : 
- France : Automatic Systems SAS-France
- Espagne : Automatic Systems Española SAU
- Royaume-Uni : Automatic Systems Equipment UK Ltd.
- Canada : Automatic Systems America Inc.
- États-Unis : Automatic Control Systems Inc.

En 2016, le groupe Automatic Systems a exporté 90 % de sa production dans le monde entier et réalisé un chiffre d’affaires total de 71.91.9 millions d’euros.

## Historique
| 1969 | Création d'Automatic Systems par Michel Coenraets à Bruxelles, société spécialisée dans les barrières levantes automatiques |
| 1971 | Premières exportations de barrières levantes pour l'aéroport de Francfort, Allemagne |
| 1974 | Ouverture de la filiale française Automatic Systems à Paris |
| 1983 | Première exportation et équipement de tourniquets doubles pour le Métro à Manille, Philippines |
| 1986 | Implantation de deux nouvelles filiales Automatic Systems à Montréal, Canada et à Barcelone, Espagne |
| 1994 | Création filiale Automatic Systems au Royaume-Uni et exportation d'équipement d'autoroutes à péages (Chine, Chili, Mexique) |
| 1998 | Création de BCA à la suite du rachat de la division Barrières d'ASEA-ABB |
| 2001 | Les PNG 38x obtiennent la certification UL en conformité avec les plus hautes normes réglementaires et de sécurité sur le continent nord américain |
| 2002 | Automatic Systems est racheté par le groupe Bolloré et rattaché à la société IER |
| 2005 | Innovation en matière d'équipement de transport aérien avec la première livraison de couloirs automatisés pour l'embarquement(QBG)et le passage aux frontières |
| 2008 | Automatic Systems remporte le Prix Wallonie à l'Exportation |
| 2010 | Automatic Systems a installé à travers le monde plus de 100.000 barrières levantes, plus de 10.000 portillons automatiques pour des applications de contrôle d’accès des bâtiments et plus de 10.000 portillons automatiques pour des applications de Transport Public |
| 2013 | BCA devient le centre de compétences Barrières d'Automatic Systems et tous les produits sont commercialisés sous la marque Automatic Systems |
| 2014 | Lancement d’une représentation commerciale aux Pays-Bas. Ouverture d’un centre de distribution à Chicago. |
| 2015 | Lancement commercial du produit FirstLane, un produit de sécurité piéton au rapport qualité-prix imbattable. |
| 2016 | Automatic Systems est active sur une multitude de gros projets à travers le monde, incluant l’aéroport des Emirats arabes unis (UAE), de Paris, (ADP), ainsi que les portes d’embarquements des trains en Floride (AAF) et des gares en France (SNCF).                 |
| 2019 | Automatic Systems fête ses 50 ans |

## Produits et Marchés
Automatic Systems propose plusieurs gammes de produits relatives aux marchés suivants :

### Contrôle des accès véhicules: barrières levantes rapides, barrières de sécurité et de longue portée, bornes et obstacles escamotables
Ces produits sont principalement installés dans les stations de péages des autoroutes, aux entrées et sorties des parkings ainsi que pour la fermeture et le contrôle d’accès périmétrique d’une zone.

### Contrôle des accès piétons: couloirs sécurisés de passage, portillons pivotants, tourniquets tripodes, tourniquets et sas de sécurité
Destinés à l’automatisation du contrôle des accès sécurisés, les produits piétons Automatic Systems sont principalement présents dans les halls des sièges sociaux de grandes entreprises, dans les immeubles de bureaux, dans les bâtiments publics ou privés des administrations, dans l’industrie et dans les lieux de sport et loisirs.

### Contrôle des accès passagers: portillons automatiques, tourniquets tripodes, sas sécurisés, portes anti-retour
Les produits passagers Automatic Systems - repris sous la marque EASIER - équipent des stations de Metro/Tramway, des gares ferroviaires, routières et maritimes ainsi que des terminaux d’aéroports. Ils permettent l’automatisation du contrôle des passagers et l’accélération des flux.

Chaque jour, plus de 90 millions de personnes utilisent les produits Automatic Systems dans le monde.

## Marques et Gammes

### Produits piétons
SmartLane
SlimLane
FirstLane
TriLane
ClearLock
RevLock
TRS
Access Lane

### Produits véhicules
ParkPlus

TollPlus

BL/BLG

RB/RSB

### Produits passagers
TGH/TGL

SNG

PAS

QBG/SBG

SGV

## Équipement des réseaux Transport Public dans le monde

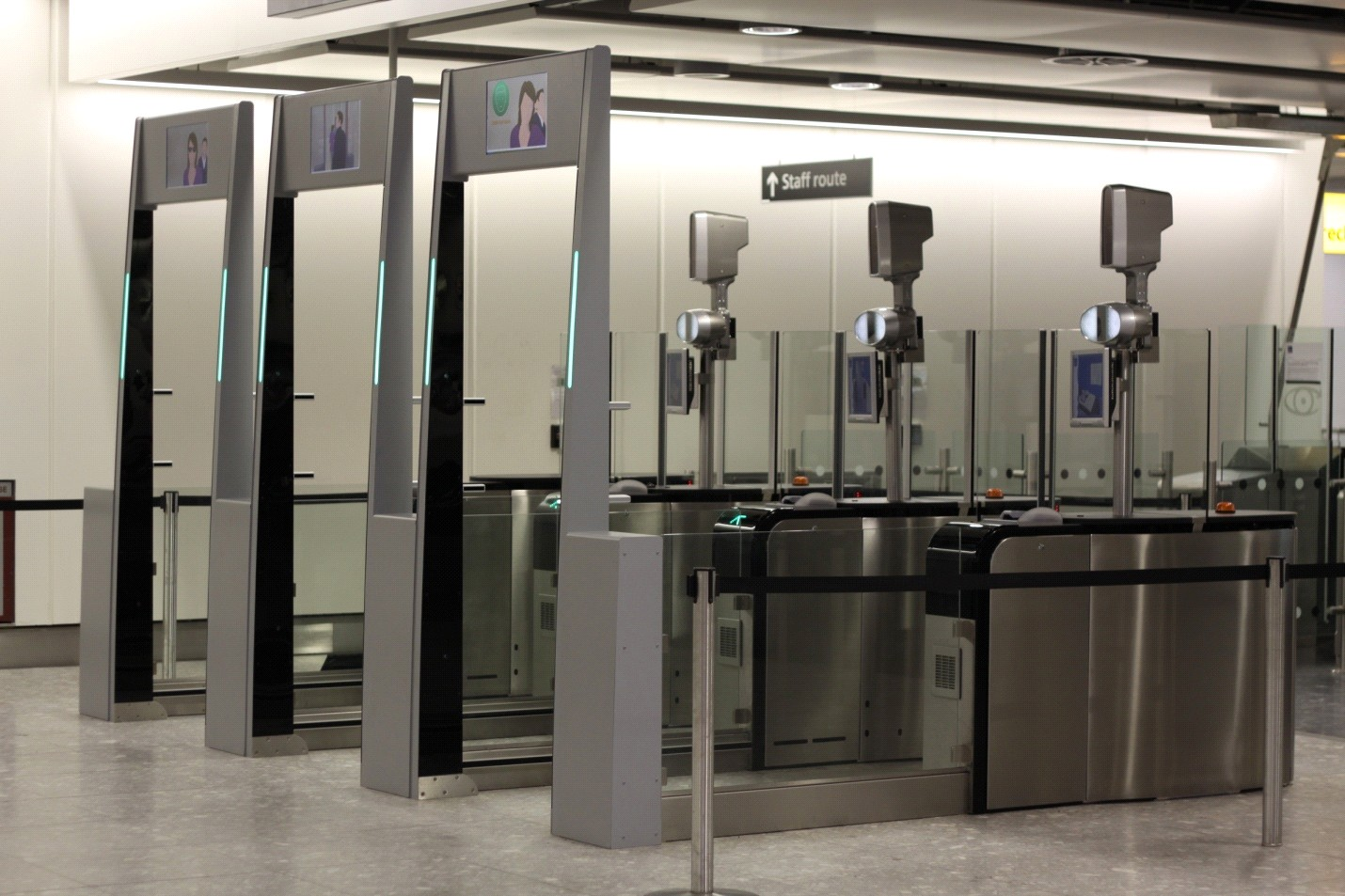
Des portiques de sécurité Automatic Systems.

Dans les Transports Publics, les produits passagers Automatic Systems équipent les principaux réseaux suivants :

- Europe : Eurostar
- France : Métro de Paris, Lyon et Toulouse
- Italie : Métro de Rome, Naples Milan et Turin
- Espagne : Région des Asturies, Région de la Catalogne, Rail basque de Bilbao, Métro de Madrid, Barcelone, Saragosse et Valence, Train de banlieue de Santander
- Suède : Métro de Stockholm
- Royaume-Uni : Métro de Manchester, Train urbain de Londres
- Irlande : Réseau ferroviaire Irlandais
- Belgique : Métro de Bruxelles[10]

- Pays-Bas : Gare d'Utrecht
- Allemagne : Métro de Munich
- Tunisie : Métro de Tunis
- Égypte : Métro du Caire
- Turquie : Métro d’Ankara et Izmir
- Inde : Métro de New Delhi
- Malaisie : Métro de Kuala Lumpur
- Philippines : Métro de Manille
- Thaïlande : Métro de Bangkok
- Singapour : Gare ferroviaire de Singapour
- Canada : Métro de Montréal et Toronto
- États-Unis : Métro de Boston, San Francisco, Newark, New Jersey, Baltimore, Monorail de Las Vegas, Trolley de San Diego
- Brésil : Métro de Brasilia
- Argentine : Métro de Buenos Aires
- Colombie : Métro de Medellin